# Es Regueró
La playa Es Regueró o San Antonio está situada en San Antonio de Portmany, en la costa norte de la isla de Ibiza, en la comunidad autónoma de las Islas Baleares, España.
Es una de las playas del núcleo urbano de Sant Antonio de Portmany.